# Webcam (film)
Webcam is een Nederlandse tragikomediefilm uit 2011. Deze werd geregisseerd door Marc van Uchelen. De film is met uitzondering van de eindscène volledig via webcams gefilmd.

## Synopsis
Omdat Antoin maar niet aan een vrouw kan komen besluit zijn buurman Rob hem te helpen. Hij brengt Antoin in contact met de Russische Natasha die vervolgens bij Antoin intrekt. Natasha blijkt stiekem de webcam girl te zijn waar Rob al heel lang contact mee heeft en Rob wil haar gewoon dichter in de buurt hebben. Als dit bedrog aan het licht komt krijgt iedereen ruzie met elkaar.
Een tijd later blijkt Antoin door deze ervaring toch veranderd te zijn. Hij werkt in de slagerij van zijn vader en legt makkelijk contact met vrouwen.

## Rolverdeling
- Horace Cohen - Antoin
- Tara Baerveldt - Natasha
- Fabian Jansen - Rob
- John Buijsman - Vader van Antoin
- Frieda Pittoors - Moeder van Antoin